# أنطوانيت بورغ
أنطوانيت بورغ (بالإنجليزية: Antoinette Borg) (22 أكتوبر 1988 في مالطا - ) هي لاعبة كرة سلة مالطية في مركز هجوم صغير الجسم.

## وصلات خارجية
- أنطوانيت بورغ على موقع الاتحاد الدولي لكرة السلة (الإنجليزية)
- أنطوانيت بورغ على موقع كرة السلة الأوروبية.كوم (الإنجليزية)
- أنطوانيت بورغ على موقع كرة السلة الأوروبية.كوم (الإنجليزية)
- أنطوانيت بورغ على موقع اتحاد ألعاب الكومنولث (مؤرشف) (الإنجليزية)
- أنطوانيت بورغ على موقع دورة ألعاب الكومنولث 2006 (مؤرشف) (الإنجليزية)